# آنفلوانزای خوکی

موارد تأییدشدهٔ ابتلا، منجر به مرگ
موارد تأییدشدهٔ ابتلا
موارد تأییدنشده و نامطمئن
آگاهی بیشتر: نقشهٔ پویای آنفلوانزای خوکی، [http://maps.google.com/maps/ms?ie=UTF8&hl=en&source=embed&msa=0&msid=109496610648025582911.0004686892fbefe515012&ll=53.14677,0.878906&spn=10.248613,19.775391&z=6 نقشهٔ پویای اچ۱ان۱.

آنفلوانزای خوکی بیماری تنفّسی خوک‌ها است که از ویروس آنفلوانزای نوع «A» نشأت می‌گیرد.
ویروس آنفلوآنزای خوکی (SIV) به بیماری آنفلوانزایی اشاره دارد که توسط اورتومیکسوویروس‌هایی ایجاد می‌شود که در میان خوک‌ها بومی هستند.
آنفلوانزای خوکی یک بیماری ویروسی است که معمولاً خوک را مبتلا می‌کند امّا هرساله مواردی از ابتلای انسان به این بیماری، به ویژه از راه تماس با این جانور، گزارش می‌شود.
این بیماری در انسان از طریق تماس با فرد مبتلا نیز سرایت می‌کند و نشانه‌های معمول آن تب، سرگیجه، خشکی مفصل‌ها، حالت تهوع و در موارد پیشرفته، بیهوشی و مرگ است.
موارد انسانی آنفلوانزای خوکی ابتدا بیشتر در افرادی رخ می‌داد که در فاصلهٔ نه چندان دوری در نزدیکی خوک‌ها به‌سر می‌برند اما الان ویروس از انسانی به انسان دیگر منتقل می‌شود.

## همه‌گیری

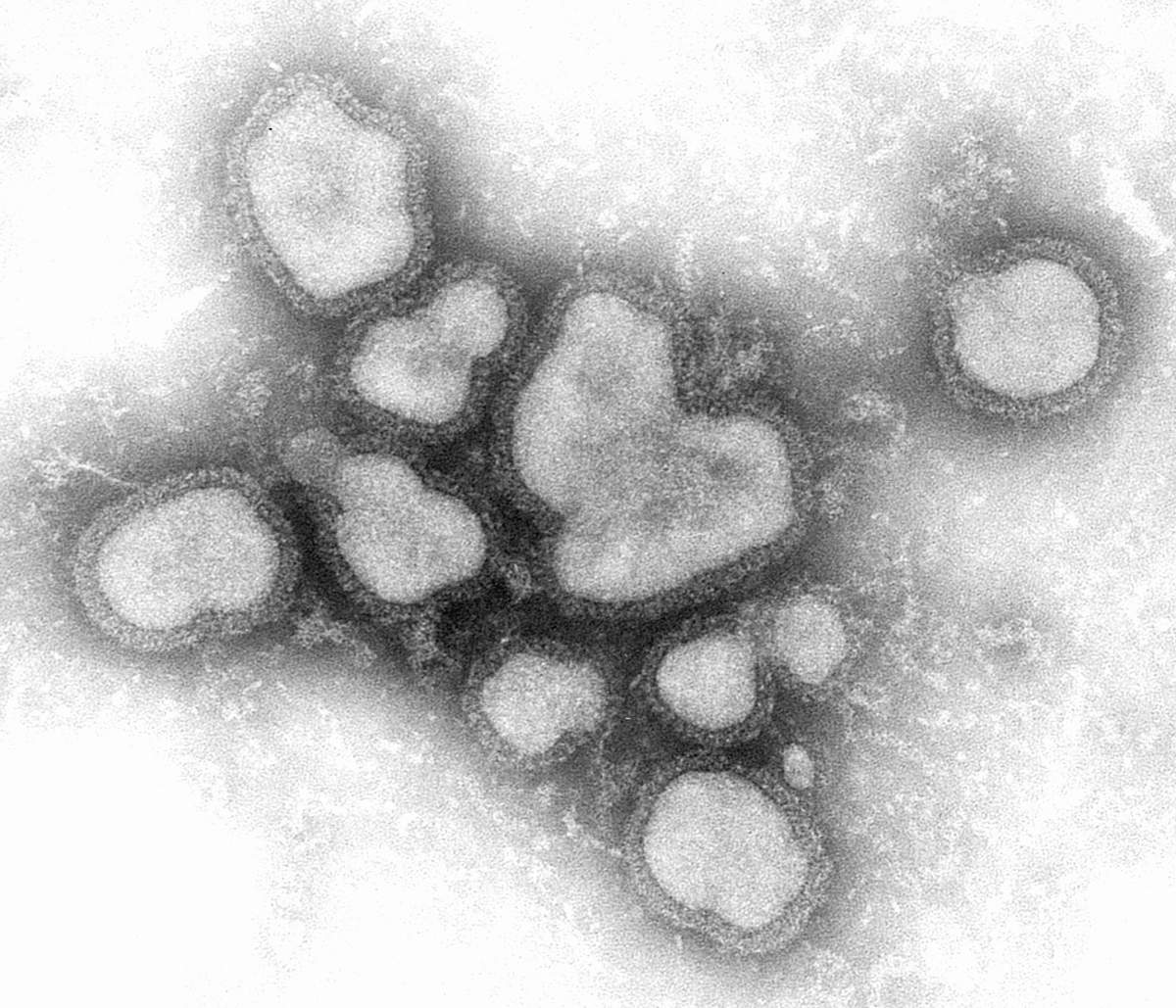
ویروس آنفلوانزای A مشاهده شده با میکروسکوپ الکترونی عبوری.

بیماری آنفلوانزای خوکی از نوعH1N1 است که قبلاً هم وجود داشته و شناخته شده‌است و همه‌گیری جهانی آنفلوانزا در سال‌های ۱۹۱۸ و ۱۹۱۹ نیز به علت شیوع همین نوع آنفلوآنزا بوده‌است.
با این وجود بررسی‌های اخیر نشان می‌دهد که تغییراتی در ساختار این ویروس در آنفلوآنزای خوکی به وجود آمده‌است. به همین علت از ۵ آوریل ۲۰۰۹ موارد مرگ و میر ناشی از این بیماری در مکزیک و آمریکا روی داد.
نوع جدید آنفلوانزا که در سال ۲۰۰۹ در مکزیک و آمریکا کشف شد ترکیبی از ویروس‌های آنفلوانزای خوکی، انسانی و حاد پرندگان است.
پیش از شیوع آنفلوانزای خوکی در مکزیک در سال ۲۰۰۹، مواردی از ابتلای گسترده دامی و انسانی به این بیماری در آمریکا در سال ۱۹۷۶ و در فیلیپین در سال ۲۰۰۷ گزارش شده بود.
علائم آنفلوانزای خوکی در میان انسان‌ها به آنفلوانزای انسانی یعنی تب، سرفه، گلودرد، سردرد، احساس سرما و خستگی شباهت دارد. برخی از افراد نیز پس از مبتلا شدن به این بیماری دچار اسهال و استفراغ می‌شوند.
بر اساس اعلام اداره سلامت ایالات متحده (CDC)، دو داروی تامیفلو و رلنزا که داروهای رایج برای مقابله با آنفلوانزا هستند، برای مقابله با تمام گونه‌های کنونی آنفلوآنزای خوکی نیز مؤثرند.

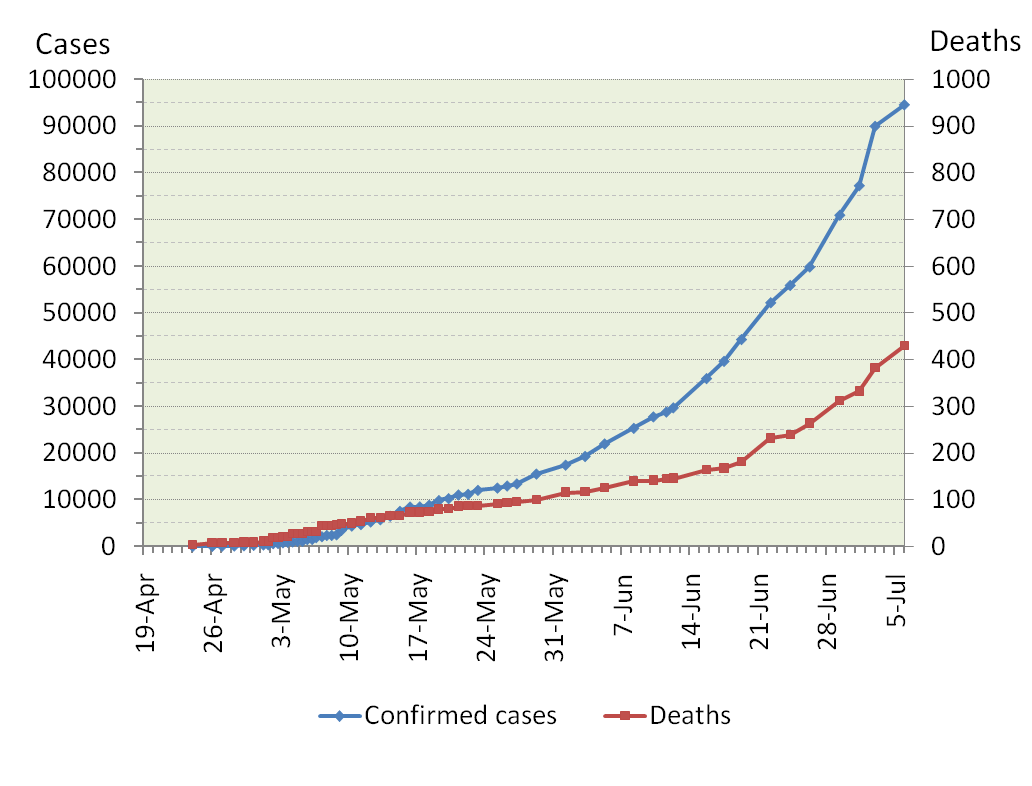

### شیوع آنفلوانزای خوکی ۲۰۰۹
آنفلوانزای خوکی در مناطق مختلف جهان در حال پیشروی است. سازمان‌های بین‌المللی بهداشت با اعلام مرحله ۵ وضعیت هشدار اعلام کردند که شیوع جهانی آنفلوانزای خوکی امری حتمی خواهد بود. این اولین بار بود که سازمان بهداشت جهانی وضعیت هشدار خود را به مرحله ۵ ارتقا می‌داد که یک مرحله مانده تا وضعیت قرمز است و نشان دهنده اینکه اپیدمی جهانی این بیماری حتمی است (در یکی دو ماه اخیر-آذر، دی و بهمن ۹۱- این بیماری در ایران نیز به شدت گسترش پیدا کرده و افراد بسیاری را مبتلا نموده‌است)

## ویروس
ویروس عامل آنفلوانزای خوکی ویروس «H1N1» است.
ویروس جدید همه‌گیرشده در سال ۲۰۰۹ میلادی، یکی از انواع H1N1 است. N و H مخفف واژه‌های «نورامینیداز» و «هماگلوتینین» و نام دو پروتئین غشاء سلولی ویروس هستند. در مجموع ۱۶ گونه از «هماگلوتینین» و ۹ زیرمجموعه از «نورامینیداز» وجود دارند که می‌توانند ترکیب‌های مختلفی با هم تشکیل دهند. گونه‌های «A H1N1» ویروس آنفلوآنزا برای نخستین بار در سال ۱۹۳۰ میلادی قرنطینه شدند.

## علائم
علائم آنفلوانزای خوکی در میان انسان‌ها به آنفلوانزای انسانی شباهت دارد. این علائم شامل تب، سرفه، گلودرد، سردرد، احساس سرما و خستگی می‌باشد.
برخی از افراد نیز پس از مبتلا شدن به این بیماری دچار اسهال و استفراغ می‌شوند. به علت این شباهت‌ها پزشکان قادر به تشخیص قطعی آنفلوآنزای خوکی نیستند، و تشخیص قطعی آن فقط با انجام تست لابراتواری ممکن است.
۴ علامت اصلی تب بالای ۳۸ درجه، سردرد، گلودرد و سینه درد و سرفه از علائم اصلی این بیماری هستند که اگر کسی ۲ تا ۳ علامت ذکر شده را داشته باشد مشکوک به بیماری آنفلوآنزای نوع A است.
اسهال، استفراغ، تهوع، کوفتگی عضلات، عطسه و آبریزش بینی از علائم فرعی این بیماری است که چنانچه با ۲ تا ۳ علامت اصلی همراه باشد فرد مشکوک به این بیماری است.

## پیشگیری
آنفلوانزای خوکی از راه سرفه، عطسه و تماس با اشیای آلوده به ویروس و تماس دهان و بینی یا چشم خود منتقل می‌شود. ویروس از راه فراورده‌های خوراکی و خوردن گوشت خوک منتقل نمی‌شود. آنفلوآنزای خوکی بیشترین سرایت‌پذیری را در ۵ روز اول بیماری دارد که در بچگی این دورهٔ انتقال تا ۱۰ روز هم می‌تواند طول بکشد. تشخیص بیماری با نمونه‌گیری در این ۵ روز میسر است.
پیشگیری از ابتلا
«پیشگیری از ابتلا» با رعایت دستورات پیشگیری از آنفلوانزا میسر است. این موارد عبارتند از:
- دستان خود را به‌طور مرتب با آب و صابون یا محلولهای ضدعفونی حاوی الکل بشویید، مخصوصاً زمانی که عطسه یا سرفه می‌کنید یا وقتی که از بیرون به خانه بازمی‌گردید.
- ضدعفونی سطوح داخلی خانه با محلولهای حاوی کلر در کاهش احتمال انتقال بیماری مؤثر است.
- از تماس نزدیک با خوک‌ها یا انسان‌هایی که آلوده هستند بپرهیزید.
- فاصله گرفتن از اجتماعات عمومی در محیط‌هایی که احتمال می‌رود ویروس در آنجا شایع باشد نیز توصیه می‌شود. این اقدام با توجه به درصد و میزان شیوع این بیماری در شهر و کشور مربوطه می‌باشد.
- از دست زدن و تماس با اشیا و سطوحی که ممکن است آلوده باشند، مخصوصاً در اماکن عمومی به شدت بپرهیزید (مانند بوسیدن ضریح‌های اماکن مذهبی، دست زدن به میزهای کافی شاپ‌ها و رستوران‌ها، دستگیره درب وسائل حمل و نقل عمومی، نرده‌ها و …).
- از دست زدن به دهان، بینی و چشمان خود بپرهیزید.
- در صورتی که خود مشکوک به ابتلا به آنفلوآنزا هستید، حتماً هنگام عطسه و سرفه جلوی دهان و بینی خود را بگیرید. اگر دستمال به همراه ندارید، هنگام عطسه یا سرفه قسمت داخلی آرنج خود را در برابر دهان و بینی بگیرید تا دستانتان آلوده نشوند.[۱۵]
- هر فردی که دچار علایم شبه‌آنفلوآنزا شامل تب ناگهانی، سرفه و دردهای عضلانی شد باید از رفتن به سرکار و استفاده از وسایل حمل‌ونقل عمومی پرهیز کرده و سریعاً به پزشک مراجعه کند.
- از فرد مبتلا به آنفلوآنزا باید حدود ۱ تا ۲ متر فاصله گرفت.

توصیه‌های لازم
- در صورتی که خود مشکوک به آنفلوآنزای خوکی هستید هنگام عطسه و سرفه جلوی دهان و بینی خود را با دستمال بگیرید و اگر دستمال همراه ندارید جلوی دهان و بینی خود را با آستین پیراهن خود بپوشانید و سریعاً به نزدیکترین مرکز بهداشتی درمانی یا بیمارستان مراجعه کنید.
- اگر با کسی در تماس هستید که سرما خورده‌است از دست دادن، در آغوش گرفتن و روبوسی با وی خودداری نمایید.
- ویروس آنفلوآنزا در محیط اطراف و اماکن عمومی وجود دارد و تماس با سطوحی مانند دستگیره اتوبوس و تاکسی، صفحه کلید کامپیوتر و … به راحتی شما را آلوده می‌کند. اگر دستان خود را به دستگیره درب یا اتوبوس یا اشیای احتمالاً آلوده زده‌اید آن را هرگز به دهان، بینی یا چشم خود نزنید.

پیشگیری از عفونت
برای «پیشگیری از عفونت» با ویروس آنفلوانزای A هر یک از داروهای اوسلتامیویر یا زانامیویر توصیه شده‌است. دوره درمان پروفیلاکسی دارویی تا ۱۰ روز پس از یک تماس مشخص با مورد قطعی دورهٔ آنفلوآنزای خوکی توصیه می‌شود.
افراد پرخطر در معرض این بیماری و حتی در معرض مرگ
افراد بالای ۶۵ سال، بچه‌های زیر ۵ سال، زنان حامله به علت اینکه در ۳ ماهه دوم و سوم حاملگی سیستم ایمنی ضعیفی دارند، افراد دچار نقص سیستم ایمنی و افراد مبتلا به بیماری‌های مزمن مانند آسم، دیابت و بیماری‌ قلبی و عروقی از جملهٔ این افراد هستند که چنانچه با علائم اصلی و فردی همراه باشند باید سریعاً به پزشک مراجعه کنند.

## درمان
در بسیاری از موارد این آنفلوانزا هم مانند سایر انواع آنفلوانزا ممکن است بهبود خودبخود داشته باشد. با وجود این استفاده از داروهای ضدویروس هم شدت بیماری را کم می‌کند و هم از بروز عوارض بعدی بیماری جلوگیری می‌کند.
چهار داروی آنتی‌ویروس آمانتادین، ریمانتادین و اسلتامیویر (Tamiflu) و زانامیویر (Relenza) برای درمان آنفلونزای خوکی در آمریکا دارای مجوز می‌باشند. در مورد آنفلونزای خوکی که در سال ۲۰۰۹ در مکزیک شیوع پیدا کرد، دونوع اسلتامیویر (oseltamivir) و زانامیویر (zanamivir) توسط «مرکز درمان و پیشگیری از بیماری‌ها» در آمریکا توصیه شده‌است، چرا که ویروس جدید در مقابل آمانتادین و ریمانتادین مقاوم گزارش شده‌است.

## تعریف موارد
- مورد قطعی آنفلوانزای اچ۱ان۱:[۱۴]

بیمار مبتلا به ناخوشی تنفسی تب دار حاد همراه با مثبت بودن RT-PCR یا کشت نمونه‌های مناسب.
- مورد محتمل آنفلوانزای اچ۱ان۱:[۱۴]

بیمار مبتلا به بیماری تنفسی تب دار حاد می‌باشد که از نظر انفلونزای A مثبت است ولی آزمون RT-PCR ازنظر H1 و H3 منفی است.
- مورد مشکوک آنفلوآنزای اچ۱ان۱:[۱۴]

بیمار مبتلا به بیماری تنفسی تب دار حاد می‌باشد:
1. طی هفت روز قبل از شروع علایم با مورد قطعی انفلونزای جدید تماس داشته یا
2. طی هفت روز قبل از شروع علایم به یکی از مناطق که مورد قطعی انفلونزا جدید به اثبات رسیده مسافرت نموده یا
3. ساکن منطقه‌ای است که یک یا ڿند مورد قطعی انفلونزا جدید رخ داده‌است.